# Eau de Cologne

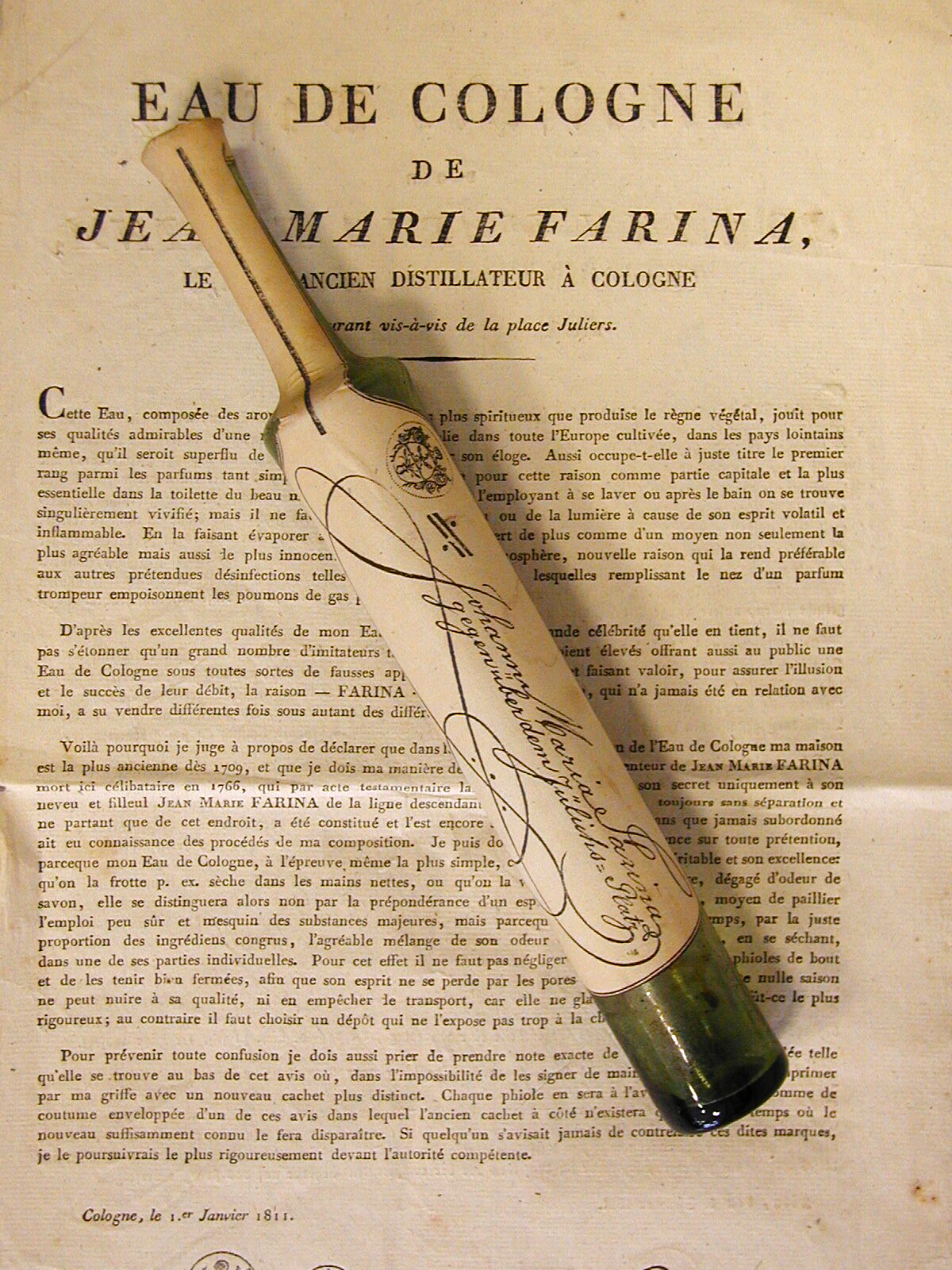
Original-Eau de Cologne

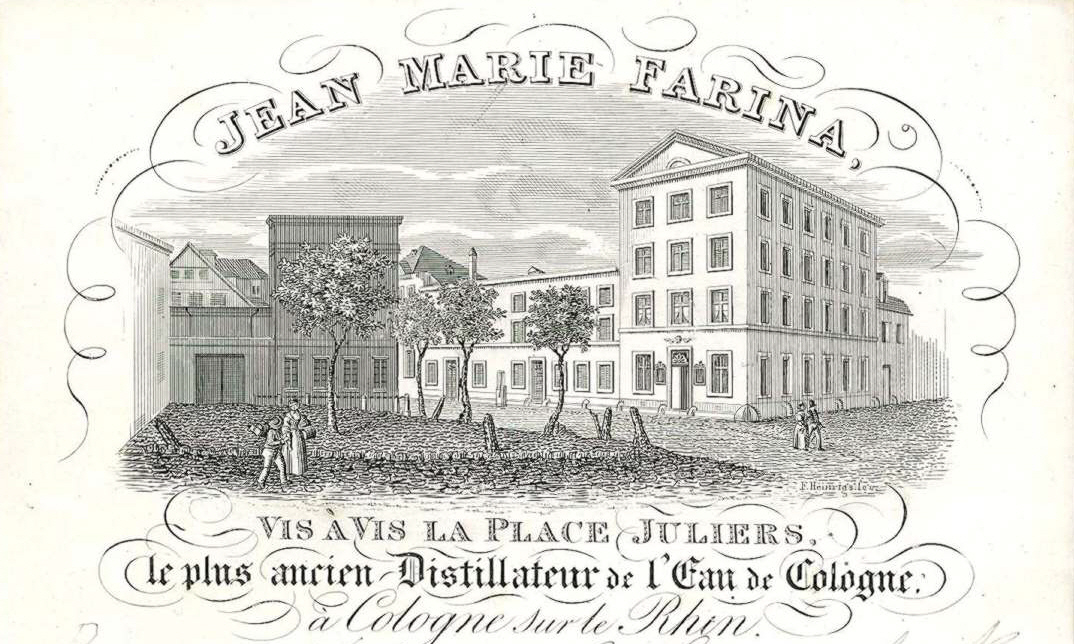
Farina Haus

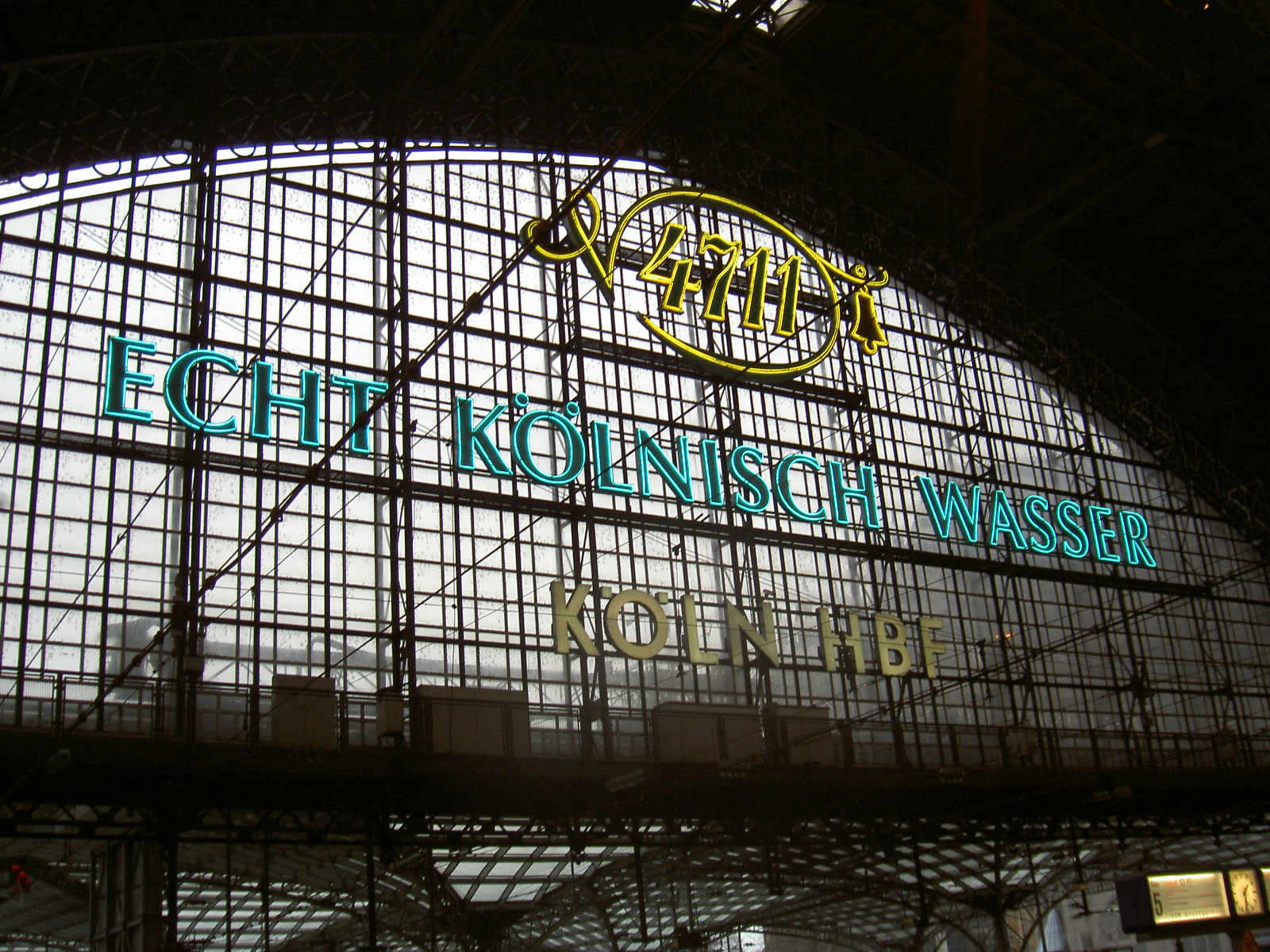
Reklam för 4711 på Köln Hauptbahnhof

Eau de Cologne (av franska eau de Cologne, "vatten från Köln") är en parfym som tillverkas genom upplösning i sprit av vissa flyktiga oljor.
Dess upphovsman var en italiensk parfymör, Giovanni Maria Farina, som på 1700-talet var bosatt i Köln. Han skapade ett väldoftande toalettvatten av örtextrakt, olja och sprit som kom att kallas "Eau de Cologne". Ett av de mest kända fabrikaten, som dock är en gammal förfalskning, är 4711. Giovanni Maria Farinas original sedan 1709 tillverkas och säljs fortfarande i Köln av Johann Maria Farina gegenüber dem Jülichs-Platz GmbH.[källa behövs]

## Tillverkning
Eau de Cologne tillverkas numera på många håll i världen och det existerar en otalig mängd recept på tillverkningen. Förr framställdes den mesta eau-de-colognen av vissa droger genom destillation med utspädd alkohol och tillsats av olika eteriska oljor med påföljande lagring.
Tillverkning av Eau de Cologne har från detta utvecklats till att eteriska oljor direkt löses i mer eller mindre utspädd alkohol. Som karaktäristiska eteriska oljor kan nämnas bergamott-, neroli-, citron- eller rosmarinolja. Även lavendelolja kan tillsättas i mindre mängd.
Ett absolut villkor för att uppnå en verkligt god produkt är att varan lagras under lång tid, varvid de olika parfymerna ”smälter samman”.